# David Malmqvist
Johan David Malmqvist, född 29 juli 1904 i Ärtemarks socken, död 9 oktober 1990 i Helga Trefaldighets församling i Uppsala, var en svensk mineralog, geolog och fysiker.
David Malmqvist var son till civilingenjören Erik Waldemar Malmqvist. Efter studentexamen i Vänersborg 1922 studerade han vid Uppsala universitet, blev filosofie kandidat 1926, filosofie magister 1927 och filosofie licentiat 1929. Malmqvist tjänstgjorde 1926–1929 som amanuens vid Uppsala universitets mineralogisk-geologiska institution och deltog i AB Elektrisk Malmletnings geofysiska arbeten i Rumänien 1929–1930 och Tunisien och Marocko 1930–1931, därefter som geolog i Lauge Kochs östgrönländska expedition 1931–1934. 1930 och 1934–1935 företog Malmqvist studieresor i Tyskland. Från 1935 var han geofysiker vid Bolidens gruv AB. Bland hans skrifter märktes Studier innerhalb der Epidotgruppe mit besonderer Rücksicht auf die manganhaltigen Glieder (1929), Zur Geologie und Petrographie der nordostgrönländishcen Basaltformation (1932–1935, tillsammans med Helge Backlund) och Zur Optik des Arsenkieses im sichtbaren Spektrum (1935). För konstruktionen av en ny gravimeter, beskriven i A new static gravity meter and it's use for ore prospecting (1938, tillsammans med Axel Lindblad), erhöll Malmqvist och Lindblad 1937 ingenjörsvetenskapsakademiens Brinellmedalj i guld. David Malmqvist är begravd på Uppsala gamla kyrkogård.